# Abrus aureus
Abrus aureus es una especie de planta trepadora de la familia Fabaceae. Es endémica de Madagascar

## Descripción
Es una liana que se encuentra en los bosques húmedos, subhúmedos o subáridos; a una altitud de hasta 2000 m, siendo endémica de Madagascar.

## Taxonomía
Abrus aureus fue descrita por René Viguier  y publicado en Notulae Systematicae. Herbier du Museum de Paris 14(3): 173–174. 1951.
Variedades aceptadas
- Abrus aureus subsp. littoralis (R.Vig.) Verdc.

Sinonimia
- Abrus cyaneus R.Vig. (1951)
- Abrus grandiflorus R.Vig. (1951)
- Abrus madagascariensis var. dumensis R.Vig. (1951)
- Abrus aureus subsp. littoralis (R.Vig.) Verdc. (1970)
- Abrus aureus subsp. aureus (1970).[4]